# Jolada rotti

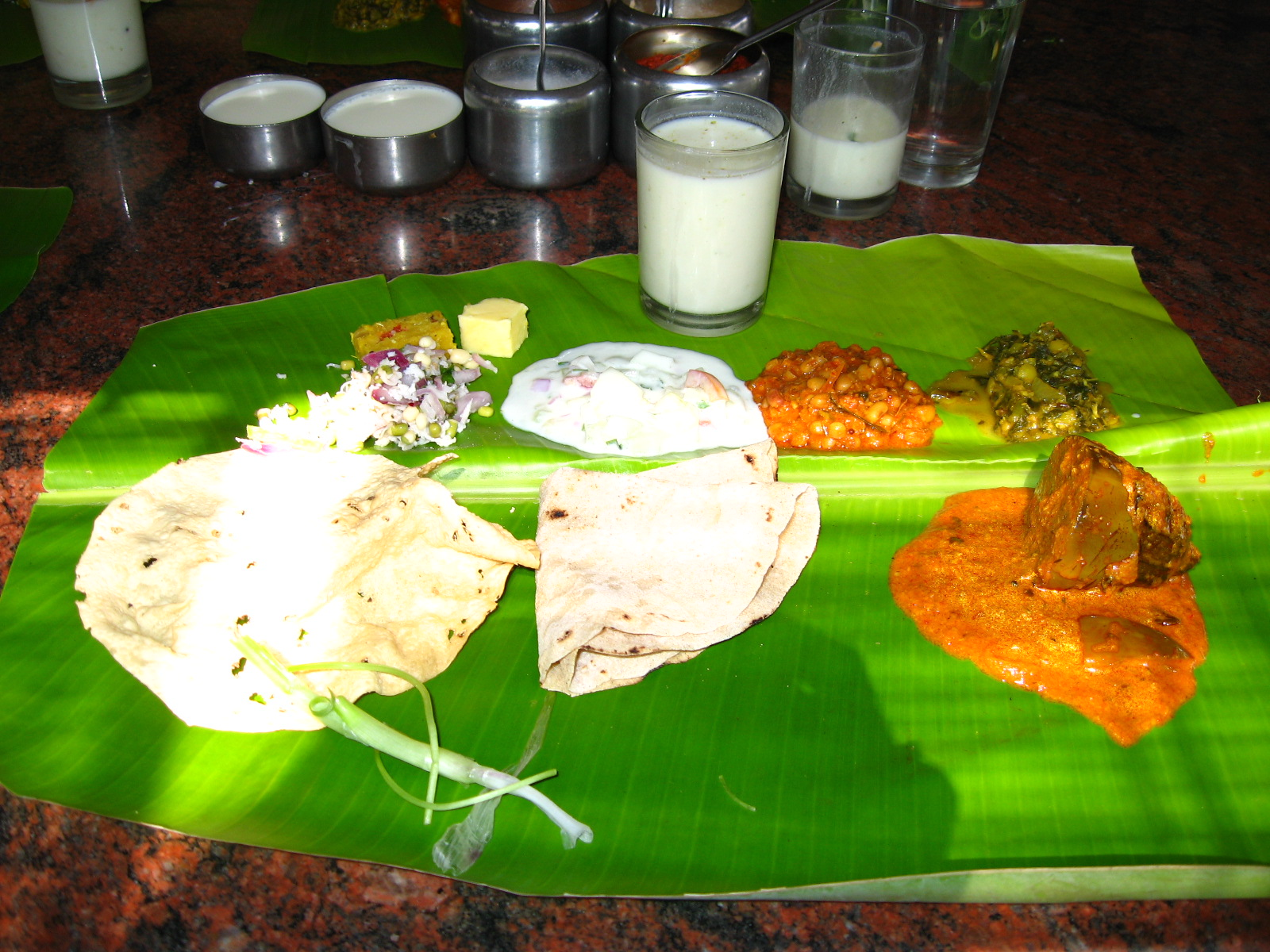
Jolada rotti.

El jolada rotti (en canarés ಜೋಳದ ರೊಟ್ಟಿ, literalmente ‘pan de sorgo’) es una especialidad del norte de Karnataka consistente en un pan indio sin levadura hecho de sorgo (jowar).
EL jolada rotti es parte de la dieta básica de la mayoría de los distritos de la región, donde se come con curris de legumbre como el jhunka, el enne gai o con chutneys surtidos. 
- Datos: Q6269826